# Lavendeläktenskap
Lavendeläktenskap, känt från engelskans lavender marriage, är en term för ett äktenskap som ingås mellan en man och en kvinna för att dölja att den ena eller båda av partnerna är homosexuella. Termen användes i brittisk press första gången 1895, när färgen lavendel associerades med homosexualitet. Termen är mest känd från mellankrigstiden i samband med politiker och artister i Hollywoodindustrin, när homosexualitet var förbjudet och det var omöjligt att vara öppen med sin sexualitet utan att få sin karriär förstörd eller bli arresterad. 